# Luis Alberto Romero Alconchel
Luis Alberto Romero Alconchel (San José del Valle, 1992. szeptember 28. –), vagy egyszerűen csak Luis Alberto, spanyol labdarúgó, az ed-Duhaíl játékosa. Támadó középpályásként és szélsőként is bevethető.

## Klubkarrierje

### Liverpool
2013. június 20-án 6,8 millió fontért leigazolta az angol Liverpool FC csapata, július 13-án debütált egy Preston North End elleni 4–0-ra megnyert barátságos mérkőzésen.
Szeptember 1-jén debütált a bajnokságban a Manchester United ellen, Philippe Coutinhót váltotta. A mérkőzés 1–0-s Liverpool-győzelemmel végződött. December 15-én, nem sokkal azután, hogy mesterhármast lőtt egy U21-es mérkőzésen, Luis Suáreznek gólpasszt adott egy Tottenham Hotspur elleni 5–0-ra megnyert idegenbeli rangadón.
2014. július 26-án egy szezonra kölcsönbe szerződött a spanyol Málaga CF csapatához. Augusztus 23-án egy góllal debütált a bajnokságban az Athletic Bilbao elleni nyitómérkőzésen.
2015. július 5-én a Deportivo La Coruña csapatához ment kölcsönbe, ahol a vezetőedző akkor Víctor Sánchez, a Sevilla FC korábbi edzője volt.

### Lazio
2016. augusztus 31-én 4 millió euróért az SS Lazio csapatához igazolt.

### ed-Duhaíl
2024. június 11-én a katari ed-Duhaíl hároméves szerződést kötött vele.

## Válogatottban
Luis Alberto egyetlen mérkőzésen játszott a spanyol U21-es válogatottban, 2013. február 5-én Paco Alcácert váltotta egy Costa Rica elleni 1–1-es döntetlennel végződött barátságos mérkőzésen. A felnőtt válogatottban 2017. november 11-én mutatkozott be, szintén Costa Rica ellen egy idegenbeli barátságos mérkőzésen, csapata 5–0-ra győzött.

## Statisztika
2018. április 18-án frissítve.
| Klub                   | Klub             | Klub             | Bajnokság | Bajnokság | Kupa  | Kupa  | Ligakupa | Ligakupa | Európa | Európa | Összesen | Összesen |
| Klub                   | Szezon           | Bajnokság        | Mérk.     | Gólok     | Mérk. | Gólok | Mérk.    | Gólok    | Mérk.  | Gólok  | Mérk.    | Gólok    |
| ---------------------- | ---------------- | ---------------- | --------- | --------- | ----- | ----- | -------- | -------- | ------ | ------ | -------- | -------- |
| Sevilla                | 2010–11          | La Liga          | 2         | 0         | 1     | 0     | —        | —        | —      | —      | 3        | 0        |
| Sevilla                | 2011–12          | La Liga          | 5         | 0         | 1     | 0     | —        | —        | —      | —      | 6        | 0        |
| Barcelona B (loan)     | 2012–13          | Segunda División | 38        | 11        | —     | —     | —        | —        | —      | —      | 38       | 11       |
| Liverpool              | 2013–14          | Premier League   | 9         | 0         | 2     | 0     | 1        | 0        | —      | —      | 12       | 0        |
| Málaga (kölcsönben)    | 2014–15          | La Liga          | 15        | 2         | 5     | 0     | —        | —        | —      | —      | 20       | 2        |
| Deportivo (kölcsönben) | 2015–16          | La Liga          | 29        | 6         | 2     | 0     | —        | —        | —      | —      | 31       | 6        |
| Lazio                  | 2016–17          | Serie A          | 9         | 1         | 1     | 0     | —        | —        | —      | —      | 10       | 1        |
| Lazio                  | 2017–18          | Serie A          | 32        | 11        | 3     | 0     | 1        | 0        | 9      | 1      | 45       | 12       |
| Összesen               | Olaszország      | Olaszország      | 41        | 12        | 4     | 0     | 1        | 0        | 9      | 1      | 55       | 13       |
| Összesen               | Spanyolország    | Spanyolország    | 89        | 19        | 9     | 0     | —        | —        | —      | —      | 98       | 19       |
| Összesen               | Anglia           | Anglia           | 9         | 0         | 2     | 0     | 1        | 0        | —      | —      | 12       | 0        |
| Karrier összesen       | Karrier összesen | Karrier összesen | 139       | 31        | 15    | 0     | 2        | 0        | 9      | 1      | 165      | 32       |

## Díjai

### Klubcsapatban
Lazio
- Olasz labdarúgó-szuperkupa: 2017

## Fordítás
Ez a szócikk részben vagy egészben  a   Luis Alberto (footballer, born 1992) című angol Wikipédia-szócikk fordításán alapul.  Az eredeti cikk szerkesztőit annak laptörténete sorolja fel. Ez a jelzés csupán a megfogalmazás eredetét és a szerzői jogokat jelzi, nem szolgál a cikkben szereplő információk forrásmegjelöléseként.

## Külső hivatkozások
- Luis Alberto adatlapja a Transfermarkt oldalon (németül)
- Luis Alberto adatlapja a WhoScored.com oldalon (angolul)
- Luis Alberto adatlapja a Soccerway oldalon (magyarul)
- Luis Alberto adatlapja a Soccer Base oldalon (angolul)